# Johann Manschgo
Johann Manschgo (auch Johann Manschko, *  19. September 1800 in Weyer; † 19. Jänner 1867 in Troppau) war ein österreichischer Porträt- und Genremaler.

Der Urlaubspass, 1846

## Leben
Manschgo studierte an der Akademie der bildenden Künste in Wien und beteiligte sich bereits ab dem Jahr 1826 an deren Ausstellungen. Er betätigte sich auch als Dichter und gehörte dem Freundeskreis um den Maler Moritz von Schwind und den Komponisten Franz Schubert an. Im Jahr 1833 folgte er Schwind nach München, wo er elf Jahre verbrachte und an der dortigen Kunstakademie seine Studien fortsetzte. 1844 wieder nach Wien zurückgekehrt, wirkte er als Porträt- und Genremaler. Ab dem Jahr 1854 lehrte der an der Unterrealschule in Troppau das Fach „Zeichnen“ und richtete ebendort auch sein Atelier ein. Dort entstanden neben Miniaturen, Aquarellen, Ölgemälden und Illustrationen auch großformatige Altarbilder.

## Werke (Auswahl)

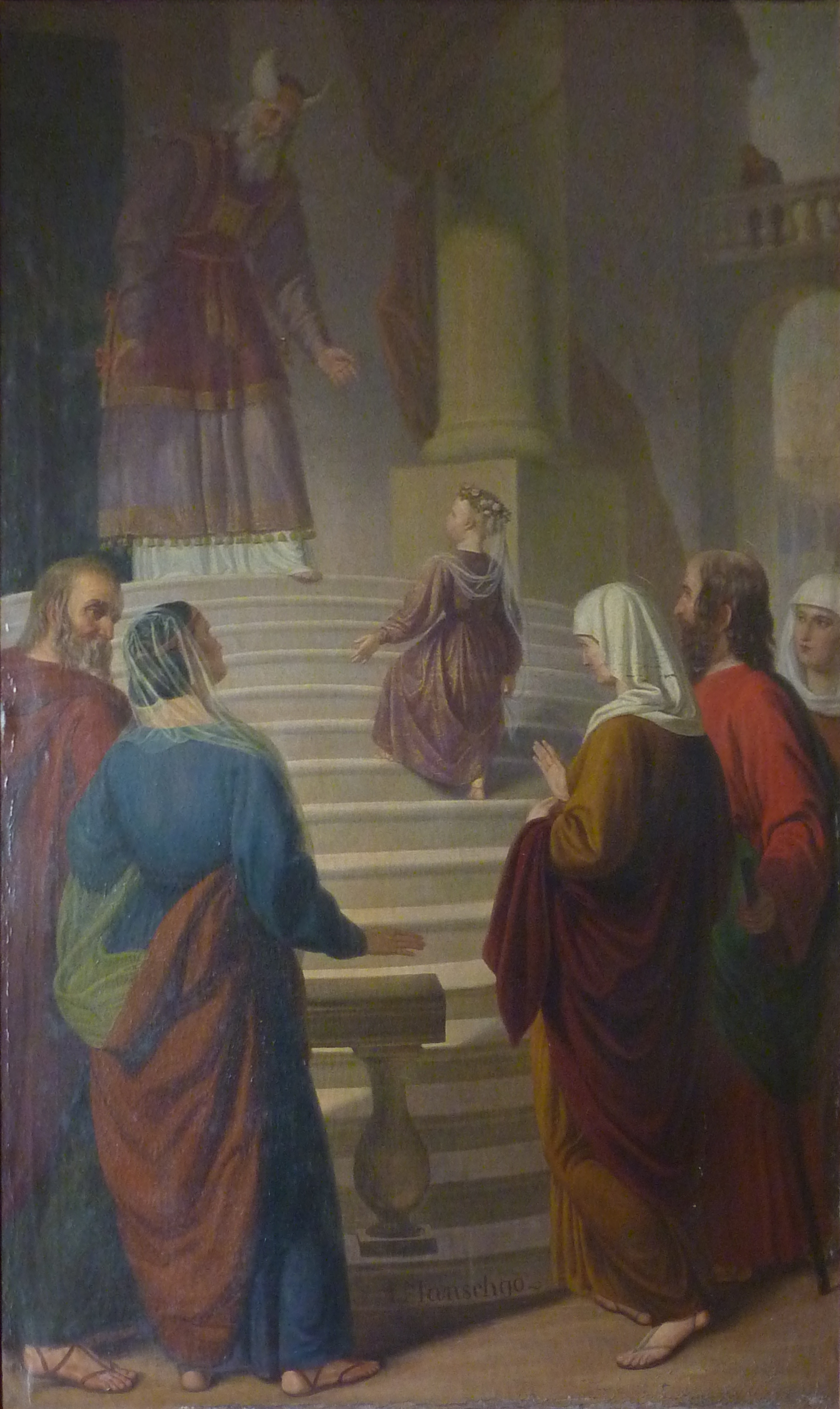
Mariä Opferung im Tempel (1847), Pfarrkirche hl. Florian, Hanfthal, Laa an der Thaya, Niederösterreich

- Der Urlaubspass (1846), Öl auf Leinwand, 73 × 95 cm, Heeresgeschichtliches Museum, Wien[2]
- Porträts Freiherr und Freifrau von Handel geb. Gräfin von Armansperg (1837), Öl auf Leinwand, 79 × 63 cm.[3]
- Mariä Opferung im Tempel (1847), Öl auf Leinwand, Seitenaltarbilder in der Kirche St. Florian in Hanfthal, Niederösterreich.[4]